# Куля (група галактик)
Координати:  08г 54м 46.5480с, −01° 21′ 37.262″
Група галактик Куля (Bullet Group, SL2S J08544-0121) — група галактик, що утворилася внаслідок зіткнення двох груп галактик на високій швидкості. У групі спостерігається розділення темної і баріонної матерії. Галактики зосереджені у двох центрах, темна матерія — у третьому, а міжгалактичний газ у вигляді великої хмари охоплює всі три центри. Станом на 2014 рік група була одним з небагатьох відомих скупчень галактик, в яких спостерігалося розділення темної й баріонної матерії. Група отримала назву від подібного, але більшого за розміром скупчення галактик, що теж перебувають у процесі злиття.
Бімодальний розподіл галактик було виявлено під час відкриття 2008 року. Група галактик є гравітаційною лінзою й сильно лінзує віддаленішу галактику, розташовану за нею, на відстані z=~1.2

## Характеристики
Станом на 2014 рік група була об'єктом із найменшою масою, в якому спостерігається відділення темної й баріонної матерії.
У групі галактик домінує еліптична галактика, розташована в одному з двох центрів концентрацій баріонної матерії, в іншому центрі є дві великі яскраві галактики меншої маси. Група має видимий радіус 200 кутових секунд, і радіус віріалу 1 мегапарсек.